# Caryocolum sciurella
Caryocolum sciurella – gatunek motyla z rodziny skośnikowatych i podrodziny Gelechiinae. Endemiczny dla Makaronezji.

## Taksonomia
Gatunek ten opisany został po raz pierwszy w 1908 roku przez Thomasa de Greya Walsinghama na łamach „Proceedings of the Zoological Society of London” pod nazwą Gelechia sciurella. Jako lokalizację typową wskazano Funchal na portugalskiej Maderze. W tym samym roku Pierre Chrétien opisał Lita rubidella z okolic San Mateo La Lechusa na Gran Canarii. O ile w przypadku pracy Walsinghama datę publikacji ustalono na 4 czerwca, o tyle w przypadku pracy Chrétien data nie jest znana i zgodnie z zasadami Międzynarodowego kodeksu nomenklatury zoologicznej traktuje się jak opublikowaną 31 grudnia owego roku.
W 1926 roku Edward Meyrick oba te gatunki umieścił w rodzaju Phthorimaea. W 1983 roku Dalibor Povolný przeniósł P. rubidella do rodzaju Caryocolum, a w 1984 roku Josef Wilhelm Klimesch to samo zrobił z P. sciurella. Ostatecznie oba gatunki zsynonimizowano.
W 1988 roku Peter Huemer przy okazji rewizji rodzaju Caryocolum na podstawie analizy kladystycznej zaliczył C. sciurella do monotypowej grupy gatunków sciurella.

## Morfologia
Samce osiągają od 4,5 do 5 mm, a samice około 5,5 mm długości skrzydła przedniego. Rozpiętość skrzydeł wynosi od 10 do 12 mm.
Głowa jest wypukła, szaro nakrapiana z białawym czołem. Czułki są pozbawione grzebykowania, ciemnoszare z czarnym obrączkowaniem. Aparat gębowy ma dobrze wykształconą, prawie tak długą jak głaszczki wargowe ssawkę oraz czteroczłonowe głaszczki szczękowe. Głaszczki wargowe są odgięte, trójczłonowe, o członach pierwszym i drugim jasnobrązowych do brązowych z białym nakrapianiem na powierzchniach wewnętrznych, a członie trzecim czarniawo-białym; człon drugi jest najdłuższy, ale niewiele dłuższy od następnego.
Tułów wraz z tegulami ma barwę szaro nakrapianą, miejscami przechodzącą w jasny brąz. Skrzydła przedniej pary są szarobrązowe z głównie szarobiałą krawędzią grzbietową, dwoma klinowatymi znakami szarobiałymi w ¼ i ½ długości, trzema czarnymi kropkami, niewyraźną przepaską białą w 4/5 długości, czarnym nakrapianiem wierzchołka oraz pomarańczowobrązowymi łuskami wzdłuż żyłki subkostalnej. Skrzydła tylnej pary są niemal irydyzująco niebieskawoszare ze słomkowoszarymi strzępinami. Odnóża są szarobrązowe.
Odwłok ma kolor szary. Genitalia samca mają bardzo na przedzie szeroki tegmen, U-kształtne grzbietowe zagięcie unkusa, prostą i krótką walwę z zaokrąglonym wierzchołkiem, krótszy od walwy i również na wierzchołku zaokrąglony sakulus, przysadziste winkulum z wąskim wcięciem środkowym i parą bardzo silnie powiększonych wyrostków o prostokątnym kształcie na krawędzi tylnej, krótki i smukły sakus oraz krótki edeagus z licznymi, drobnymi cierniami na szczycie. Odwłok samicy pozbawiony jest wyrostków na ósmym segmencie. Jej genitalia mają krótki i rurkowaty przedsionek, gęsto porośnięty mikrotrichiami i zaopatrzony w słabo zesklerotyzowaną płytkę przewód torebki kopulacyjnej, również gęsto porośnięty mikrotrichiami korpus owej torebki oraz nadzwyczaj długie, hakowate z ząbkami u nasady znamię tejże torebki.

## Ekologia i występowanie
Owad palearktyczny, endemiczny dla Makaronezji, znany z Teneryfy i Gran Canarii w archipelagu Wysp Kanaryjskich oraz z Madery. Najliczniej osobniki dorosłe obserwuje się od końca lutego do środka kwietnia. Roślina żywicielska gąsienic pozostaje nieustalona.